# アリステア・マクラウド
アリステア・マクラウド（Alistair MacLeod, 1936年7月20日 - 2014年4月20日) は、カナダの作家。
息子は同じく作家のアレクサンダー・マクラウド。

## 経歴
(https://www.shinchosha.co.jp/sp/writer/333/ ）
カナダ・サスカチュワン州生まれ。作品の主舞台であるノヴァスコシア州ケープ・ブレトン島で育つ。きこり、坑夫、漁師などをして学資を稼ぎ、博士号を取得。
2000年春まで、オンタリオ州ウインザー大学で英文学の教壇に立つ。傍らこつこつと短編小説を発表。
1999年に刊行の唯一の長編である『No Great Mischief』がカナダで大ベストセラーになったため、翌年1月、1976年と1986年に刊行された短編集2冊の計14篇にその後書かれた2篇を加え、全短編集『Island』が編まれた。『Island』は、新潮クレスト・ブックスより『灰色の輝ける贈り物』『冬の犬』の2冊に分けて邦訳刊行。
31年間にわずか16篇という寡作であるが、短編の名手として知られる。

## 邦訳作品
- 『灰色の輝ける贈り物』新潮社、新潮クレスト・ブックス、2002年11月
- 『冬の犬』中野恵津子 訳、新潮社、新潮クレスト・ブックス、2004年1月
- 『彼方なる歌に耳を澄ませよ』中野恵津子 訳、新潮社、新潮クレスト・ブックス、2005年2月